# Homohoreca

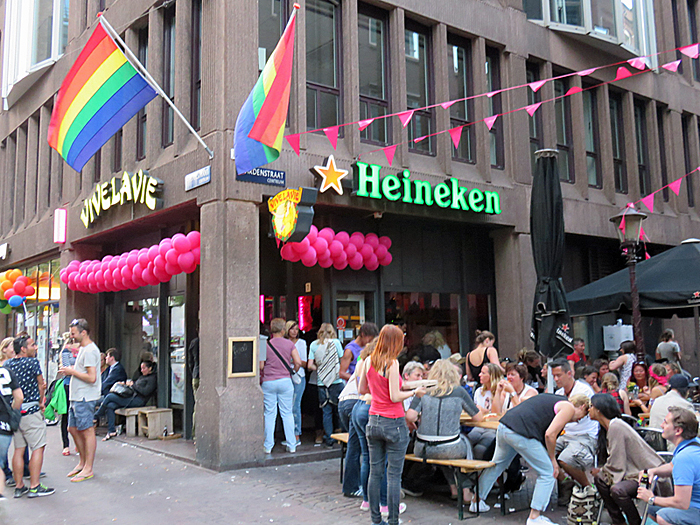
Het lesbische café Vivelavie in Amsterdam

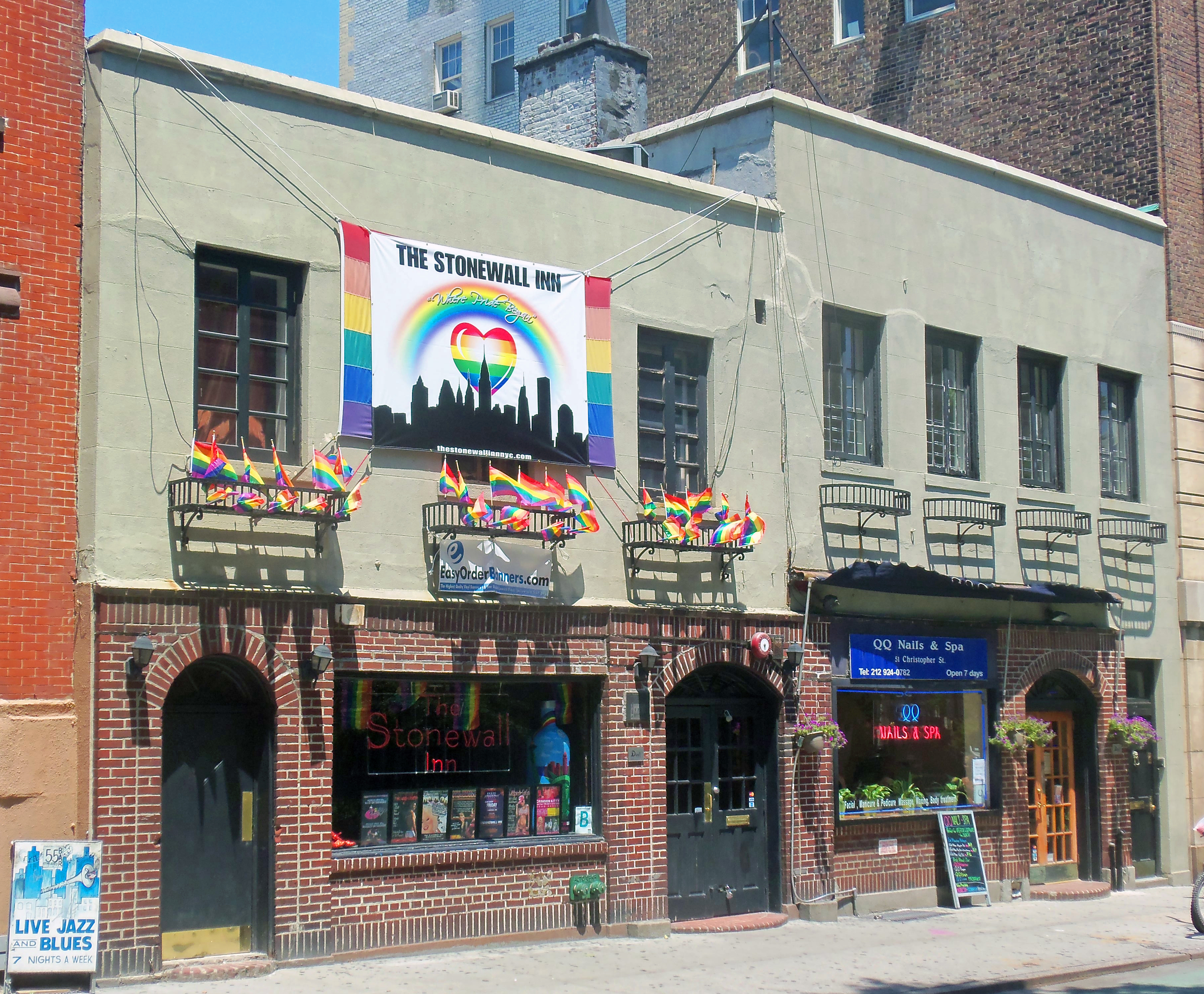
Homobar Stonewall Inn in New York

Homohoreca omvat cafés, bars, clubs, discotheken en ook wel restaurants die specifiek gericht zijn op homoseksuele, lesbische, biseksuele en transgenderklanten. Met de term "homo" worden in dit verband dus lhbt-mensen bedoeld.
Homobars speelden een belangrijke rol binnen de ontwikkeling van de cultuur rondom homoseksualiteit. Ze behoorden tot de weinige plekken waar lhbt-ers elkaar konden ontmoeten. Met de opkomst van internet en de toegenomen acceptatie van lhbt binnen de westerse landen is de invloed van de homohoreca verminderd. Op plaatsen waar geen homobars of -clubs zijn worden door sommige horecagelegenheden speciale evenementen ("gay nights") gehouden.

## Kenmerken
Homozaken kunnen sterk variëren in grootte: van kleine cafés, kroegjes of pubs met enkele zitplaatsen tot zeer grote discotheken en (nacht)clubs met verschillende etages en dansvloeren. De verkoop van drank (waaronder alcoholische dranken) is het primaire verdienmodel. Net als bij elk café worden homobars gebruikt als ontmoetingsplaats waar bezoekers elkaar kunnen spreken en waar potentiële liefdes- of sekspartners elkaar kunnen treffen.
Homohorecazaken hoeven zich niet altijd als zodanig te presenteren. Om discretie van de bezoekers te waarborgen is de buitenkant dan neutraal, waarbij naar lhbt herleidbare symbolen ontbreken. Deze cafés zijn dan vooral bekend door mond-tot-mond reclame. Andere cafés profileren zich nadrukkelijk als homobar, vaak door het uithangen van de regenboogvlag, die sinds de jaren negentig wereldwijd symbool voor de homobeweging is geworden.
Soms is de toegang beperkt tot een geslacht. Een man is dan niet welkom in een vrouwencafé en wordt soms al aan de deur geweigerd. Andere kennen strikte kledingvoorschriften, zoals homobars gericht op leerfetisjisme of bdsm, waar doorgaans geen vrouwen worden toegelaten. Dergelijke zaken beschikken vaak ook over een darkroom.

## Teruggang
Zowel in Nederland als bijvoorbeeld Engeland is het aantal homo-uitgaansgelegenheden sinds de jaren negentig sterk teruggelopen, wat ook voor discotheken in het algemeen geldt. Als oorzaken worden genoemd dat mensen tegenwoordig minder zouden uitgaan omdat ze online kunnen daten, beter op hun gezondheid letten, meer met hun carrière bezig zijn en het leven en uitgaan in grote steden duur is geworden.
Homo's gaan ook vaker samen met heterovrienden uit, terwijl ze voor seks eenvoudig kunnen afspreken via internet of een gespecialiseerde app als Grindr. Ook speelt mee dat homo-uitgaansgelegenheden vaak niet zijn meegegaan in de ontwikkeling van de popmuziek en steeds commerciëler zijn geworden.
Daarnaast zou de toenemende acceptatie van homoseksualiteit en afgenomen discriminatie van invloed zijn op het aantal homobars. Het magazine Entrepeneur plaatste in 2007 het fenomeen homobar (samen met tweedehands boekwinkels, kranten en muziekwinkels) op een lijst van zaken die binnen 10 jaar zouden verdwijnen.
In Londen liep het aantal lhbt-uitgaansgelegenheden terug van 124 in 2006 tot 56 in 2020. In de Verenigde Staten is het aantal homozaken sinds 2010 met 40% gedaald tot ongeveer 800.
Na de schietpartij in gayclub Pulse in Orlando op 12 juni 2016, waarbij 49 bezoekers om het leven kwamen, keerde het tij en realiseerden veel lhbt-ers zich hoe belangrijk het is om een eigen plek te hebben waar je jezelf kunt zijn en gelijkgestemde mensen kunt ontmoeten.

## Geschiedenis
Plaatsen waar homoseksuelen samen komen bestaan al eeuwen. Er zijn uit de 17e eeuw verschillende beschrijvingen bekend van cafés en bars in diverse Europese steden specifiek voor homoseksuelen of waar homoseksuele klanten werden getolereerd. In de 18e eeuw waren er bijvoorbeeld kroegen voor sodomieten in Parijs, Londen en Den Haag. Ook in Amsterdam waren er vóór 1730 al enkele van dergelijke herbergen, de zogeheten lolhuizen, zoals Het Serpent aan de vroegere Vismarkt en de herberg van Jan Raetes van Riesenbeek in de Prinsenhofsteeg. Voor de Zuidelijke Nederlanden zijn dergelijke zaken niet bekend.
In Londen waren er meerdere Molly-houses, met als bekendste die van Mother Clap: een "populair etablissement waar mannen seks hadden, zich als vrouwen verkleedden en schijnhuwelijken voltrokken." In 1810 werden bij het Londense café White Swan diverse mannen opgepakt en beschuldigd van sodomie. Acht mannen, waaronder John Hepburn en Thomas White, werden veroordeeld en geëxecuteerd. In het café zouden ook homohuwelijken zijn voltrokken.
Het is niet duidelijk of dergelijke zaken als homobar in moderne zin kunnen worden aangemerkt. In Cannes in Frankrijk werd de eerste homobar geopend in 1885 en in Berlijn zouden rond 1900 al veel van dergelijke bars aanwezig zijn. De eerste moderne homobars in Groot-Brittannië en Nederland ontstonden in het eerste kwart van twintigste eeuw.

### Amsterdam

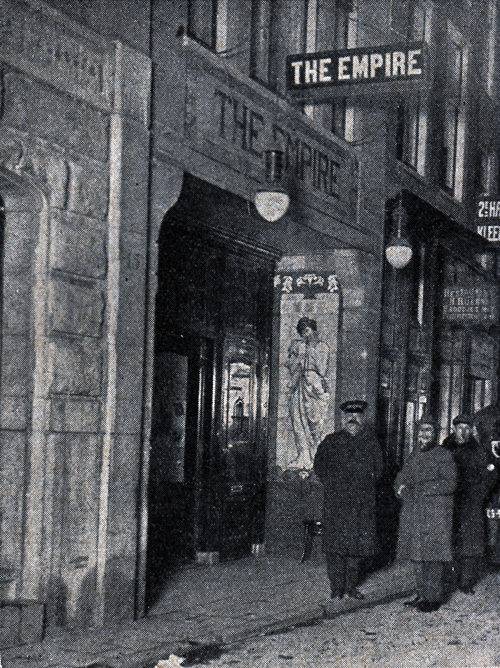
The Empire aan de Nes

In Amsterdam werden de eerste homobars geopend aan het begin van de twintigste eeuw. De meest bekende bar The Empire (aan de Nes) werd in 1911 geopend en bestond tot aan het einde van de jaren dertig. De oudste nog bestaande lhbt-bar is café 't Mandje aan de Zeedijk, die in 1927 door Bet van Beeren werd geopend en na een sluiting in 1982 in 2008 weer heropend werd.
Na de Tweede Wereldoorlog accepteerde het Amsterdamse bestuur het bestaan van homobars. Vooral in de jaren zestig steeg het aantal snel, met name geconcentreerd rondom een aantal straten. In tegenstelling tot in andere landen leidde deze opkomst niet tot het ontstaan van wijken waarin homoseksuelen ook woonden en samenleefden (zoals de Gay Villages in de Verenigde Staten). De belangrijkste straten met homobars waren de Kerkstraat (vanaf 1950), na 1980 opgevolgd door de Reguliersdwarsstraat, waar café April en danscafé Havana de bekendste uitgaansgelegenheden waren. Andere homostraten zijn de Zeedijk en Amstel. Aan de Warmoesstraat werd in 1955 het eerste café geopend gericht op de leersubcultuur.
In 1982 waren er in Amsterdam 62 bars en cafés, 4 sauna's, 10 restaurants, 14 hotels en 10 sekshuizen gericht op homoseksuelen. Dit was een kwart van het totale aantal homo-uitgaansgelegenheden in Nederland. In Amsterdam is de homohoreca meer op toeristen gericht en meer commercieel van aard, elders in het land waren de ontmoetingsplaatsen vaak op meer ideële basis vanuit het COC opgezet. Het grote en gevarieerde aanbod van homo-uitgaansgelegenheden droeg bij aan de positie van Amsterdam als homohoofdstad. In 2001 opende in Amsterdam Habibi Ana, het eerste Arabische homocafé ter wereld.

### Antwerpen
In Antwerpen bevond zich sinds de jaren zeventig een concentratie van zo'n 10 homokroegen in de Van Schoonhovenstraat, vlak bij het Centraal Station, met in de nabije omgeving nog eens een aantal bars, sauna's en erotiekwinkels. Enkele bekende bars in de Van Schoonhovenstraat waren Twilight, Borsalino, XL, De Bazar, (New) Queens, Moustache, Fifty Fifty, Body Boys, Scaramouche en Valentino. Dit waren voornamelijk bruine kroegen waar men moest aanbellen om toegelaten te worden. Dit soort zaken werd steeds minder populair en ook heropeningen en een gezamenlijk straatfeest konden het tij niet keren, zodat in 2014 alle homobars uit deze straat verdwenen waren.
Sinds begin jaren negentig openden elders in de stad nieuwe holebicafés, zoals het Hessenhuis, Popi, Que Pasa, DeLux en Den Draak, het café van holebi-organisatie Het Roze Huis. Om te dansen was er vanaf de jaren tachtig in de Van Schoonhovenstraat de homodancing Marcus Antonius. Na de sluiting daarvan begin jaren negentig, kon men vanaf 1997 terecht in de grote homodiscotheek Red & Blue, waar in 2005 de D-Club in station Antwerpen-Noord bij kwam. Deze laatste sloot eind 2013, Red & Blue werd begin 2017 omgevormd tot een gemengde uitgaansgelegenheid.

### Berlijn

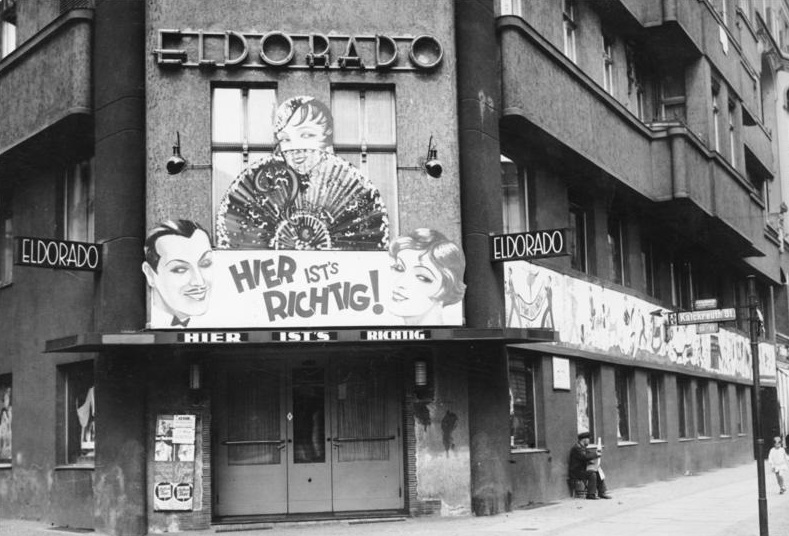
Homo-uitgaansgelegenheid Eldorado aan de Motzstraße in Berlijn (foto uit 1932)

In Berlijn had zich al eind 19e eeuw een uitgebreid, maar nog ondergronds homoleven ontwikkeld dat in de jaren twintig van de 20e eeuw was uitgemond in meer dan 100 cafés, bars en clubs voor homoseksuele mannen en lesbische vrouwen. Vele bevonden zich in de omgeving van de Nollendorfplatz. Een van de bekendste homo-uitgaansgelegenheden was Eldorado aan de Motzstraße, waar ook notabelen kwamen om de travestie-optredens te zien.
Nadat de nationaalsocialisten aan de macht waren gekomen beval Hermann Göring op 23 februari 1933 alle uitgaansgelegenheden te sluiten die "ter bevordering van onzedelijkheid misbruikt werden", in het bijzonder degene die als ontmoetingsplaatsen dienden voor "die kringen die de tegennatuurlijke ontucht aanhangen". Slechts een handvol zaken werd niet gesloten - zij dienden om een grotere greep op de homoscene te kunnen houden.

### Groningen

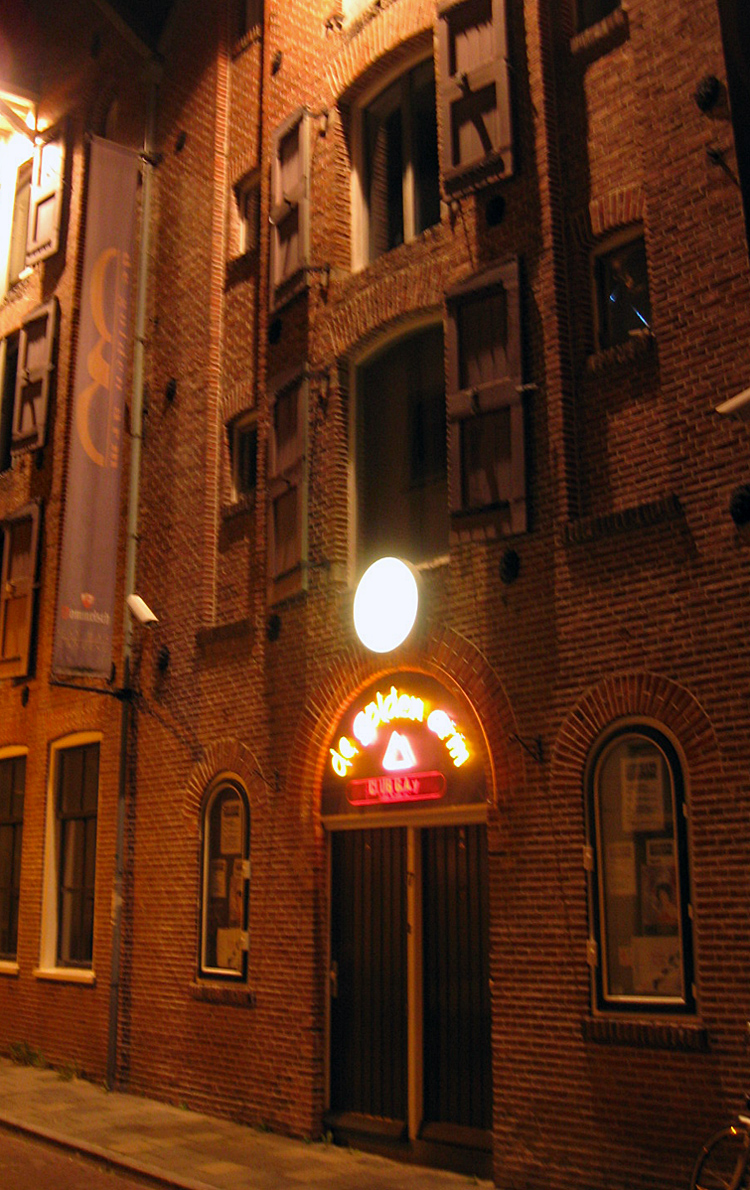
De voormalige homodisco Golden Arm in Groningen

Als uiting van openheid naar de samenleving begon de afdeling Groningen van het COC in 1967 met bar-dancing Quassi Modo aan het Gedempte Kattendiep. Deze op commerciële wijze geëxploiteerde zaak stond ook open voor niet-leden en werd al snel populair, vooral bij homomannen. In 1969 volgde aan het Hoge der A homobar-discotheek The Red Lion, die in 1974 werd omgedoopt tot Club MacDonald, wat in 1990 kortweg The Mac werd. Deze zaak had ook een darkroom en sloot in 2005.
Vanaf 1979 kwamen er de door vrijwilligers gerunde vrouwencafés Dikke Trui, De Del, De Derde Dame en De Koningin waarvan de laatste het tot begin 2005 volhield. Voor homomannen waren er medio jaren tachtig, naast de MacDonald, ook discotheek The Duke en café De Rits, waar later Leto, El Rubio en Decadent bij kwamen. De laatste twee sloten in 2013, waarna gezamenlijk café-dancing De Kast werd geopend, die in 2017 weer werd gesloten.
In 1996 schreef een bijlage van de Drents-Groningse Dagbladen dat aan Groningen met het relatief grote aantal homo-uitgaansgelegenheden een tweede plaats na Amsterdam zou toekomen. Het einde voor The Duke kwam toen in 1994 in de Hardewikerstraat de grote homodiscotheek De Golden Arm opende. Om het aantal heterobezoekers te beperken werd deze zaak in 2008 omgevormd tot een meer besloten sociëteit onder de naam Club G.A.y, maar moest in 2013 definitief sluiten. Sinds 1980 was er aan de Schuitemakersstraat 17 ook een homosauna genaamd 't Pakhuisje, die in juni 2016 gesloten werd. Van de oude homozaken is alleen de in 1981 geopende bar De Rits overgebleven, waar eind 2017 café De Prins en in augustus 2018 café Uit de Kast bij kwamen.

### Den Haag
In Den Haag opende al voor de Tweede Wereldoorlog café De Vink, dat nog altijd (2019) bestaat. In de jaren zeventig opende de BoKo Bar, vernoemd naar de eigenaren Boving en Kollau. Dit was de eerste homozaak in Den Haag met een (legale) dansvloer.

### New York
In de nacht van 27 op 28 juni 1969 viel de politie de bekende homobar Stone Wall Inn (Greenwich Village, New York) onaangekondigd binnen. Door het confronterende optreden van de politie ontstonden in de daaropvolgende dagen rellen in de stad. Deze rellen werden bekend als "Stonewall-rellen" en zouden leiden tot de oprichting van het Gay Liberation Front.

### Rotterdam
In Rotterdam waren al vóór de Tweede Wereldoorlog minstens drie cafés waar homoseksuelen elkaar opzochten: artiestencafé Charlie Stok aan de Kruiskade, de "Steigerbar" langs het Steiger en een wat chiquere bar op de Westersingel. In 1945 opende aan de Gouvernestraat 48 homocafé Jacques, dat het tot eind jaren tachtig volheid. In de jaren vijftig volgden meerdere homokroegen in de omgeving van de West-Kruiskade. Aan de Schiedamsesingel kwam in 1945 de Cosmo Bar, die al in 1938 aan de Westzeedijk begonnen was. Pal naast deze bar opende in 1984 discotheek Gay Palace, die in januari 2014 de deuren sloot. De Cosmo Bar werd eind 2016 gesloten.

### Utrecht

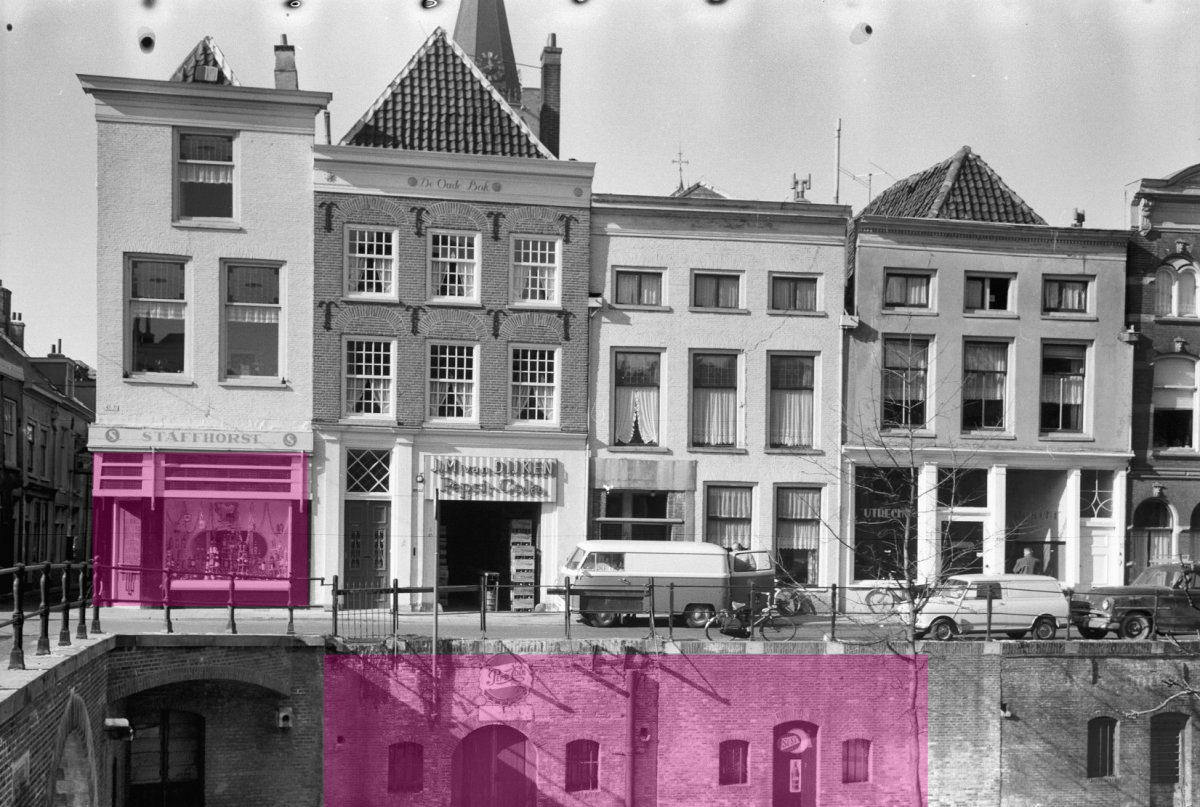
Op deze zwart-witfoto zijn in roze gemarkeerd geheel links Oudegracht 47 in Utrecht waar later De Wolkenkrabber gevestigd was, en middenonder de werfkelders waarin De Roze Wolk zat (foto uit 1963)

Eind jaren veertig was er in de stad Utrecht vermoedelijk al een zekere homoseksuele subcultuur, getuige onder meer de 70 personen die aanwezig waren bij de eerste bijeenkomst van het COC, die eind 1950 resulteerde in een eigen sociëteit aan de Oudegracht 333. De eerste homobar werd eind jaren vijftig in de Donkerstraat geopend, maar homo's ontmoetten elkaar destijds waarschijnlijk ook in het café van Arie Vermeulen in de buurt van de Predikherenstraat. In de jaren zestig kwamen er meerdere besloten "nichtenkitten", zoals in de omgeving van de melkfabriek bij het Visschersplein, en ook La Vie en Rose, Paddy's Bar en De Pauw aan de Oudegracht. Op deze laatste locatie opende in 1987 de nog steeds bestaande homokroeg Bodytalk.
Rond 1980 verhuisde het Utrechtse COC van de kelder aan de Nieuwegracht (behorend tot het huis van Jacques Drabbe, een van de oprichters van het Utrechts COC) naar Oudegracht 221, een pand dat was aangekocht en verbouwd voor het COC Utrecht. Later werd dit pand verkocht in de verwachting snel een andere behuizing voor het COC Utrecht te vinden - een hoop die niet bewaarheid werd.
Begin jaren zeventig zat in de Hamburgerstraat de Sobrinobar, later opgevolgd door Bert's G... Bar, en bevond zich aan de Oudegracht bar-dancing Adonis. In een vlak ernaast gelegen werfkelder opende in 1982 de eerste homodisco: De Roze Wolk. Een bijbehorend café daarbóven, met de naam De Wolkenkrabber volgde in 1984. Beide zaken hielden het vol tot en met 2005; het café werd in 2007 opgevolgd door homobar Chueca en in 2011 door gay café Kalff. Andere zaken uit de jaren tachtig waren In de Gouwe Gheijt (Oudegracht), De Heksenketel (vanaf 1975, Oudegracht 261, als vrouwencafé bij feministische vrouwenboekwinkel De Heksenkelder, in 1984 omgedoopt tot Savannah Bay en verhuisd naar de Telingstraat 13) en de Hudson Bar (Bemuurde Weerd, waar in de jaren negentig homobar De Groene Sluis zat). In 1987 opende Feibe Zweers café De Body Talk op Oudegracht 64. Hij hield vol en runt het café in 2025 nog steeds. Enkele jaren was er ook een homobar aan de Blauwkapelseweg, tegenover het Griftpark; het pand is anno 2020 wel als horeca, maar niet voor een speciale doelgroep in gebruik. Het horecapand aan het Lucasbolwerk 1 (een monument dat in de 19e eeuw door de architect J.D. Zocher is ontworpen), waar anno 2019 Villa Orloff gevestigd is, was korte tijd als 'Navratilova' een trefpunt voor met name lesbische vrouwen.

## Aanslagen

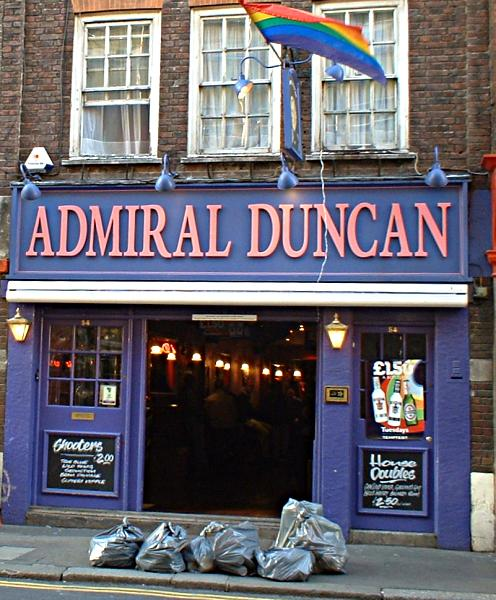
De Admiral Duncan pub in Londen, waar op 30 april 1999 een bomaanslag plaatsvond. Foto uit 2004.

Homo-uitgaansgelegenheden zijn diverse malen het doelwit van aanslagen geweest:
Op 24 juni 1973 kwamen 32 personen om het leven bij een aangestoken brand in de homobar UpStairs Lounge in het French Quarter van New Orleans. Eerder die dag had de Metropolitaanse Gemeenschapskerk nog een dienst in de bar gehouden. De vermoedelijke dader was Roger "Dale" Nunez, maar hij werd nooit alszodanig veroordeeld.
De brand in de UpStairs Lounge was de grootste aanslag op een homozaak tot die op nachtclub Pulse in 2016. In de tussentijd vonden in de Verenigde Staten nog zeker vier andere aanslagen op homobars en -clubs plaats. Deze hadden vooral gewonden of hooguit een enkele dode per incident tot gevolg.
Op 30 april 1999 ontplofte een spijkerbom in de Admiral Duncan, een drukbezochte homobar aan de Old Compton Street in de wijk Soho, de homobuurt van Londen. Hierbij kwamen drie mensen om het leven en werden 70 personen gewond, waarvan 13 ernstig. De lokale homogemeenschap reageerde geschokt en met boosheid. De dader bleek de 23-jarige neo-nazi David Copeland, die met de aanslag etnische spanningen en homofobie wilde aanwakkeren.
In de vroege ochtend van 12 juni 2016 opende een gewapende man het vuur op bezoekers van de homonachtclub Pulse, in Orlando, Florida. Er vielen 50 doden, onder wie de schutter, en 53 gewonden. De schietpartij leidde wereldwijd tot geschokte reacties en de slachtoffers werden onder andere herdacht op het Homomonument in Amsterdam. Bijna twee jaar later bleek dat de dader, Omar Mateen, een Amerikaan van Afghaanse afkomst, niet uit homohaat handelde, maar uit wraak voor Amerikaanse aanvallen op Islamitische Staat.
In de nacht van 24 op 25 juni 2022 vond een aanslag plaats in de Noorse hoofdstad Oslo, waarbij een Iraans-Noorse man het vuur opende in homobar London Pub en bij twee naburige horecazaken. Daarbij vielen twee doden en raakten ruim 20 mensen gewond. Volgens de Noorse binnenlandse veiligheidsdienst PST ging het om een terroristische aanslag door een geradicaliseerde moslim die reeds sinds 2015 bij de autoriteiten bekend was. Verdere activiteiten van de Oslo Pride werden afgelast.
In Nederland werden in de nacht van 8 op 9 april 2023 in de stad Groningen enkele medewerkers van de dragshowbar Dorothy's mishandeld en diezelfde avond probeerde een groep van zo'n 20 voetbalfans de regenboogvlag in brand te steken die uithing bij het pand van het COC in Eindhoven, net terwijl daar een bijeenkomst van lhbt-jongeren gaande was. Als reactie op deze incidenten riep het COC iedereen op om op 15 april de regenboogvlag uit te hangen.

## Bekende homozaken

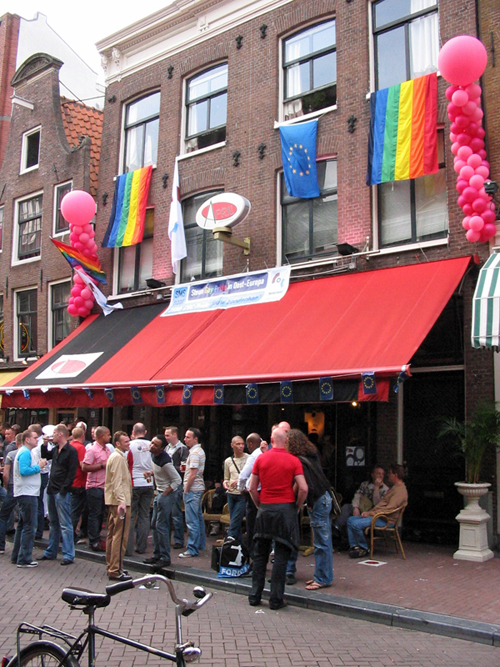
Het voormalige homocafé April in de Reguliersdwarsstraat in Amsterdam

Overzicht van enkele bekende homobars en -clubs uit heden en verleden waarover een apart artikel beschikbaar is:

### Nederland
In Amsterdam:
| - Amstel Taveerne - April - Buka - Church - Cockring - DOK - The Eagle | - The Empire - Habibi Ana - Havana - Club iT - De Lellebel - 't Mandje | - The Queen's Head - Saarein - De Schakel - Spijker - De Trut - Vivelavie |

Buiten Amsterdam:
- Bodytalk, Utrecht
- 't Bölke, Enschede
- De Golden Arm, Groningen
- De Lollipop, Tilburg
- De Roze Wolk, Utrecht

### België
- Hessenhuis, Antwerpen
- Red & Blue, Antwerpen

### Duitsland
- Eldorado, Berlijn

### Groot-Brittannië
- Admiral Duncan, Londen
- Royal Vauxhall Tavern, Londen

### Ierland
- The George, Dublin

### Thailand
- Silom soi 2, Bangkok

### Verenigde Staten
- Stonewall Inn, New York
- Eve's Hangout, New York
- Twin Peaks Tavern, San Francisco